# Umivanje rok
Umivanje rok je higienski ukrep za odstranjevanje nečistoč in škodljivih mikroorganizmov z rok. Najosnovnejše sredstvo za umivanje je voda, učinkovitost pa je mnogo večja z dodatkom mila ali detergenta. Umivanje rok je eden najosnovnejših in najučinkovitejših ukrepov za preprečevanje širjenja patogenov, ki se širijo po oralni ali fekalno-oralni poti in povzročajo različne zdravstvene težave, kot sta prehlad in driska. Umivanje rok je posebej pomembno po iztrebljanju, pred pripravo hrane in v zdravstvenem okolju (zdravstveni domovi, bolnišnice ipd.).
V splošnem zdravstveni delavci priporočajo naslednji postopek:
1. zmočiti roke pod tekočo vodo
2. nanesti milo
3. drgniti vsaj 15–20 sekund po vseh površinah, posebej med prsti in na konicah prstov
4. sprati milo z vodo
5. osušiti roke s papirnato brisačo za enkratno uporabo
6. zapreti pipo, po možnosti z brisačo

Vroča voda je priporočljiva, saj učinkoviteje odstrani olja, v katerih se lahko zadržujejo bakterije, pri čemer na same bakterije temperatura vode v praksi ne vpliva - pri temperaturi, ki povzroča odmiranje bakterij, je za človeka že prevroča. Nošenje nakita med umivanjem zmanjša učinkovitost. Problematični so tudi zračni sušilci, v katerih se (posebej v javnih straniščih) namnožijo bakterije in z zračnim tokom prenesejo na umite roke.
Alternativa za zmanjševanje števila bakterij je razkuževalno sredstvo na alkoholni osnovi, ki pa je učinkovito samo na rokah brez vidnih nečistoč.